# Sumter megye (Alabama)
Sumter megye az Amerikai Egyesült Államokban, azon belül Alabama államban található. Sumter megye Dél egyik legrégebbi fedett hídjának ad otthont Alabama nyugati-középső részén , a Fekete Öv régióban. Sumter szülőhelye volt Ruby Pickens Tartt nak is , aki az afro-amerikai narratívákat és a helyi zenei hagyományokat gyűjtötte össze, valamint Vera Hall Ward nak , egy bluesénekesnőnek, akinek Tartt segített hírnevet szerezni. A megyében élt Julia S. Tutwiler is , aki a nők oktatásának, a börtönreformnak és a nők jogainak úttörője volt, és ő írta Alabama állam dalát. A megyét egy választott hattagú bizottság irányítja, és magában foglalja Livingston és York bejegyzett városait is . Megyeszékhelye és legnagyobb városa Livingston. Lakosainak száma 12 345 fő (2020. április 1.). Sumter megye Pickens, Choctaw, Marengo, Greene, Noxubee, Kemper és Lauderdale megyékkel határos.

## Története
Sumter megyét Alabama törvényhozása hozta létre 1832. december 18-án az 1830-as Choctaw-szerződésben, más néven a Dancing Rabbit Creek-i szerződésben az Egyesült Államoknak átengedett egykori choctaw indián területekből . Létrehozása előtt George Strother Gaines indián ügynök és jövőbeli politikus működtette a Choctaw Kereskedőházat a mai Epes közelében . Sumter megyét a dél-karolinai Thomas Sumter tábornok, a függetlenségi háború hőse tiszteletére nevezték el . A legkorábbi telepesek Carolinából, Georgiából, Tennessee-ből és Virginiából érkeztek a megyébe. Az első városok közé tartozott Gaston, Gainesville , Paynesville, Bluffport, Varsó, Tompkinsville és Sumterville.
1832-ben Livingston megyeszékhely lett, és az is marad. Az első bíróság 1833-ban rönkből épült, a második favázas bíróság 1839-ben épült ugyanott, és 1901-ben égett le. 1902-ben ugyanezen a helyen épült fel a harmadik, jelenleg is működő bíróság, egy kupolás, több felújításon átesett, ma is használatos téglaépület.

## Népesség
A 2020-as népszámlálási becslések szerint Sumter megye lakossága 12 595 volt. A válaszadók 71,4 százaléka afroamerikainak, 25,3 százaléka fehérnek, 2,0 százaléka ázsiainak, 1,2 százaléka spanyolajkúnak, 1,0 százaléka két vagy több rasszúnak és 0,1 százaléka indiánnak vallotta magát. A megyeszékhely, Livingston Sumter legnagyobb városa, lakossága 3286 fő. További jelentős népesedési központok közé tartozik York, Emelle , Kuba , Geiger és Gainesville. A háztartások medián jövedelme 26 150 dollár volt, szemben az állam egészére vonatkozó 52 035 dollárral, az egy főre jutó jövedelem pedig 16 977 dollár volt, szemben az állam egészére vonatkozó 28 934 dollárral.
A megye népességének változása:
| Lakosok száma | 13 747 | 13 499 | 13 407 | 13 361 | 13 103 | 12 345 |
|               | 2010   | 2011   | 2012   | 2013   | 2015   | 2020   |

## Gazdaság
Alabama fekete övezetének részeként Sumter megyében egészen a huszadik századig a mezőgazdaság volt az uralkodó foglalkozás, a gyapot , a kukorica és az édesburgonya pedig a megye fő mezőgazdasági terméke . A Tombigbee folyóhoz való könnyű hozzáférésnek köszönhetően az áruszállítás a megye gazdaságának is fontos része volt a tizenkilencedik és a huszadik század elején. Gainesville a tizenkilencedik század végére a világ legnagyobb belvízi gyapotszállító kikötőjévé vált. A zsizsik okozta károk és a nagy gazdasági világválság kétségbeejtő évei után a gazdálkodók megpróbálták diverzifikálni a növényeket, bár korlátozott sikerrel. Sumter megye, amely egykor olyan gazdag volt a gyapotból, küzdött a huszadik század során. Ma a szarvasmarha a legfontosabb mezőgazdasági termék, és a fakitermelés a fő iparág.

## Foglalkoztatás
A 2020-as népszámlálási becslések szerint Sumter megyében a munkaerő a következő ipari kategóriák között oszlik meg:
- Oktatási szolgáltatások, valamint egészségügyi és szociális segélyek (28,9 százalék)
- Kiskereskedelem (16,1 százalék)
- Feldolgozóipar (13,2 százalék)
- Művészetek, szórakoztatás, rekreáció, valamint szállás- és étkezési szolgáltatások (11,5 százalék)
- Közigazgatás (5,9 százalék)
- Szállítás és raktározás, valamint közművek (5,2 százalék)
- Egyéb szolgáltatások, kivéve a közigazgatást (4,6 százalék)
- Szakmai, tudományos, gazdálkodási, valamint adminisztratív és hulladékgazdálkodási szolgáltatások (3,6 százalék)
- Pénzügy és biztosítás, valamint ingatlan, bérbeadás és lízing (3,4 százalék)
- Építőipar (3,2 százalék)
- Mezőgazdaság, erdőgazdálkodás , halászat és vadászat , valamint kitermelő (2,7 százalék)
- Információ (1,1 százalék)
- nagykereskedelem (0,8 százalék)

## Oktatás
A Sumter megyei iskolarendszer hét általános és középiskolát felügyel. A University of West Alabama , korábban Livingston Female Academy, egy hagyományos, négyéves főiskola Livingstonban, amely egyetemi és posztgraduális képzési programokat is kínál.

## Földrajz
A több mint 900 négyzetmérföldet felölelő Sumter megye Alabama Fekete Övéhez tartozik, és része a keleti öbölparti síkság fiziológiai szakaszának, amely hullámzó prérikből és tengerparti síkságokból áll. A Tombigbee folyó és mellékfolyói mentén tölgyerdők nőnek, míg a prérin rövidlevelű fenyőerdők tarkítják. Sumter északon Pickens megyével , keleten Greene és Marengo megyével, délen Choctaw megyével , nyugaton Mississippi állammal határos .
A Tombigbee folyó Sumter megye keleti határa mentén halad. A folyó biológiailag az egyik legváltozatosabb az országban, és számos veszélyeztetett fajnak ad otthont. A Tombigbee folyó mentén az 1930-as évektől épített zsilipek és gátak sora megkönnyíti a folyami forgalmat, valamint festői kilátást és kikapcsolódási lehetőségeket kínál.
Az Interstate 20/59 Sumter megye egyik fő közlekedési útvonala. Délnyugatról északkeletre fut. Az US 11-es főút is délnyugatról északkeletre halad; Az US Highway 80 nyugatról keletre halad át Sumter megye déli felén. Sumter megyében nincsenek nyilvános repülőterek .

## Események és látnivalók
Sumter megyében a kulturális és szabadidős lehetőségek közé tartozik a Nyugat-Alabamai Egyetem szabadtéri szobrászati kiállítása. Kortárs művészek szobrai az egész egyetemen találhatók, és folyamatosan új szobrokat adnak hozzá. A Nyugat-Alabamai Egyetem campusa az Alamuchee fedett híd helyszínéül is szolgál. William AC Jones, Livingston kapitánya 1861-ben tervezte és építette az építményt, így Dél egyik legrégebbi fennmaradt fedett hídja. A kézzel faragott szívfenyőből készült híd eredetileg a Sucarnochee folyón ívelt át. 1924-ben a hidat leszerelték és újjáépítették a régi Bellamy-Livingston Road patakján. 1958-ig használták, amikor is jelenlegi helyére költöztették, és 1971-ben helyreállították.

 Livingstonban található a történelmi Spence-Moon House is , amely egy időben Jones tulajdonában volt, és szerepel az Alabama Landmarks and Heritage nyilvántartásában. A franciák által 1736-ban épített Tombecbe erőd helye Epes városának közelében található; A helyszínről származó leletek az UWA campusán található Fekete Öv Múzeumban láthatók.
Gainesville óvárosában számos történelmi temető és templom található. Az első presbiteriánus templom 1837-ből származik, és háromszor mentették ki a tűzből – egyszer kézi vödör brigáddal. Belül bálnaolaj lámpákat, dobozpadokat, az oltár eredeti székeit és egy részben 500 olvasztott ezüst dollárból készült harangot láthatnak a látogatók. Több felekezet osztozik ebben a templomban, így "metho-bapteriánusnak" titulálják magukat. Gainesville további érdekes helyszínei közé tartozik az 1872-es metodista templom , az 1879-ben alapított St. Alban's Episcopal Church és a konföderációs temető.
A yorki Coleman Center for the Arts egy kis művészeti múzeumnak ad otthont. A múzeum, a könyvtár, a genealógiai szoba és a kulturális központ egy huszadik század eleji üzletet foglal el. A helyi polgárok hozzájárultak a központhoz a telkekkel, épületekkel, szolgáltatásokkal és pénzeszközökkel. Állandó gyűjteménye mellett, amely Pierre-Auguste Renoir eredeti rézkarcát tartalmazza, a híres francia impresszionista festőtől, a múzeum utazó kiállításokat is tartalmaz.